# Keryn McMaster
Keryn McMaster, född 19 september 1993, är en australisk simmare.
McMaster tävlade för Australien vid olympiska sommarspelen 2016 i Rio de Janeiro, där hon blev utslagen i försöksheatet på 400 meter medley.